# Ed Herman
Edward Benson Herman, född 2 oktober 1980 i Vancouver i Washington, är en amerikansk MMA-utövare som sedan 2006 tävlar i organisationen Ultimate Fighting Championship.